# Корінецька сільська рада
Корінецька сільська́ ра́да — колишній орган місцевого самоврядування у Талалаївському районі Чернігівської області. Адміністративний центр — село Корінецьке.

## Населені пункти
Сільській раді були підпорядковані населені пункти:
- с. Корінецьке
- с. Мигурів

## Загальні відомості
- Територія ради: 22,282 км²
- Населення ради: 523 особи (станом на 2001 рік). З них село Корінецьке — 456 осіб, Мигурів — 67 осіб.
- Відстань до районного центру шосейними шляхами — 23 кілометри.

## Історія
Корінецька сільська рада була зареєстрована у 1961 році. 
05.02.1965 Указом Президії Верховної Ради Української РСР передано Корінецьку сільраду Роменського району до складу Бахмацького району Чернігівської області.
Нинішня сільрада стала однією з 13-ти сільських рад Талалаївського району і однією з одинадцяти, яка складається більш, ніж з одного населеного пункту.

## Склад ради
Рада складалася з 14 депутатів та голови.
- Голова ради: Троян Сергій Анатолійович
- Секретар ради: Андрєєва Людмила Анатоліївна

### Керівний склад попередніх скликань
| ПІБ                       | Основні відомості                                                 | Дата обрання | Дата звільнення |
| ------------------------- | ----------------------------------------------------------------- | ------------ | --------------- |
| Троян Сергій Анатолійович | Сільський голова, 1966 року народження, освіта вища, безпартійний | 26.03.2006   | 31.10.2010      |
| Троян Сергій Анатолійович | Сільський голова, 1966 року народження, освіта вища, безпартійний | 31.10.2010   |                 |

Примітка: таблиця складена за даними джерела

### Депутати
За результатами місцевих виборів 2010 року депутатами ради стали:

#### За суб'єктами висування
| Суб'єкт висування               | Кількість обраних депутатів | %    |
| ------------------------------- | --------------------------- | ---- |
| Партія регіонів                 | 10                          | 71,4 |
| Самовисування                   | 2                           | 14,3 |
| Політична партія «Сила і честь» | 1                           | 7,1  |
| Соціалістична партія України    | 1                           | 7,1  |

#### За округами
| № округу                        | Прізвище, ім'я, по батькові   | Дата визнання обраним | Освіта         | Партійна приналежність                | Відомості про обраного депутата                                                             |
| ------------------------------- | ----------------------------- | --------------------- | -------------- | ------------------------------------- | ------------------------------------------------------------------------------------------- |
| Партія регіонів                 |                               |                       |                |                                       |                                                                                             |
| 1                               | Савченко Валентина Вікторівна | 02.11.2010            | Освіта вища    | позапартійна                          | пенсіонер                                                                                   |
| 3                               | Козел Юрій Федорович          | 02.11.2010            | Освіта середня | позапартійний                         | тимчасово не працює                                                                         |
| 7                               | Івко Віктор Анатолійович      | 01.11.2010            | Освіта середня | позапартійний                         | тимчасово не працює                                                                         |
| 8                               | Товкач Микола Петрович        | 01.11.2010            | Освіта середня | позапартійний                         | тимчасово не працює                                                                         |
| 9                               | Оверчук Іван Іванович         | 01.11.2010            | Освіта середня | позапартійний                         | тимчасово не працює                                                                         |
| 10                              | Удовиченко Наталія Григорівна | 01.11.2010            | Освіта середня | член Партії регіонів                  | тимчасово не працює                                                                         |
| 11                              | Удовенко Сергій Костянтинович | 01.11.2010            | Освіта вища    | член Партії регіонів                  | тимчасово не працює                                                                         |
| 12                              | Крисько Олександр Григорович  | 01.11.2010            | Освіта вища    | член Партії регіонів                  | ТОВ «Україна», заступник директора                                                          |
| 13                              | Чергинець Лідія Михайлівна    | 01.11.2010            | Освіта середня | член Партії регіонів                  | ТЦ по обслуговуванню пенсіонерів, одиноких та непрацездатних громадян, соціальний працівник |
| 14                              | Грицик Микола Дмитрович       | 01.11.2010            | Освіта середня | член Партії регіонів                  | ВАТ «Талалаївське АТП 17450», водій                                                         |
| Політична партія «Сила і Честь» |                               |                       |                |                                       |                                                                                             |
| 5                               | Андрєєв Анатолій Андрійович   | 01.11.2010            | Освіта вища    | член Політичної партії «Сила і Честь» | НАУ, студент                                                                                |
| Соціалістична партія України    |                               |                       |                |                                       |                                                                                             |
| 2                               | Малій Олена Анатоліївна       | 02.11.2010            | Освіта середня | позапартійна                          | ТОВ «Україна», бухгалтер                                                                    |
| Самовисування                   |                               |                       |                |                                       |                                                                                             |
| 4                               | Андрєєва Людмила Анатоліївна  | 01.11.2010            | Освіта вища    | позапартійна                          | Корінецька сільська рада, секретар                                                          |
| 6                               | Чемерис Ольга Михайлівна      | 01.11.2010            | Освіта середня | позапартійна                          | Корінецька сільська рада, говний бухгалтер                                                  |

## Освіта
На території сільради працює Корінецька ЗОШ І-ІІ ступеня, у якій навчається 32 учні.